# Kanikleios

Le kanikleios (en grec : κανίκλειος) ou plus formellement chartoularios tou kanikleiou ou epi tou kanikleiou (en grec : ἐπὶ τοῦ κανικλείου) est l'un des postes les plus importants de la chancellerie impériale byzantine. Son détenteur est le gardien de l'encrier impérial (le kanikleion) qui est taillé en forme de petit chien (du latin : canicula) et qui contient l'encre écarlate avec laquelle l'empereur byzantin signe les documents impériaux.

## Histoire
L'office de kanikleios apparaît pour la première fois au IXe siècle et est habituellement détenu en plus d'autres fonctions gouvernementales.
Sa proximité avec la personne de l'empereur et la nature de sa mission font du kanikleios un personnage très influent, notamment dans la formulation des chrysobulles impériaux. La fonction est souvent confiée par l'empereur à des conseillers de confiance qui servent comme de véritables ministres en chef. C'est notamment le cas de Théoctiste le Logothète sous Michel III, de Nicéphore Ouranos au début du règne de Basile II, de l'influent Théodore Styppéiotès sous Manuel Ier Comnène, de Nicéphore Alyatès sous Jean III Doukas Vatatzès et Michel VIII Paléologue, et de l'érudit Nicéphore Choumnos, qui détient aussi le poste de mesazon, qui équivaut à celui de premier ministre. Le dernier détenteur connu de cette fonction est Alexis Paléologue Tzamplakon vers 1448.
À Constantinople, il existe aussi un quartier sur le rivage de la Corne d'Or du nom de ta Kanikleiou. Cette appellation vient du fait que la résidence palatiale construite par Théoctiste y était située.